# گلشن حدید
گلشن حدید (به انگلیسی: Gulshan-e-Hadeed) یک منطقهٔ مسکونی در پاکستان است که در ایالت سند واقع شده‌است.